# Kantons van Tarn-et-Garonne
Het Franse departement Tarn-et-Garonne (82) omvat, sinds de hervorming van de kantons die bij wet doorgevoerd werd in 2013 en voor het eerst toegepast bij de departementsverkiezingen van maart 2015, nog 15 in plaats van 30 kantons. In een aantal gevallen werden afgeschafte kantons in hun geheel toegevoegd aan reeds bestaande kantons, in andere gevallen werden de gemeenten van afgeschafte kantons verdeeld over verschillende bestaande kantons of werden geheel nieuwe kantons gevormd.
Het beoogde doel van de hervorming was kantons te vormen die naar inwoneraantal vergelijkbaar groot zijn (maximaal 20% afwijking van het gemiddelde voor het departement) zodat de vertegenwoordiging van elk kanton in de departementsraad (twee als koppel verkozen raadsleden per kanton) voortaan ook ongeveer een gelijk aantal inwoners zou vertegenwoordigen.
Het gemiddelde inwoneraantal voor een kanton in het departement bedraagt na de hervorming ongeveer 16.700 (pop. municipale 2013). De grootste afwijkingen hiervan zijn er voor Kanton Castelsarrasin (+24%) en Kanton Garonne-Lomagne-Brulhois (-21%).

## Kantons van het departement Tarn-et-Garonne na de hervorming van 2013

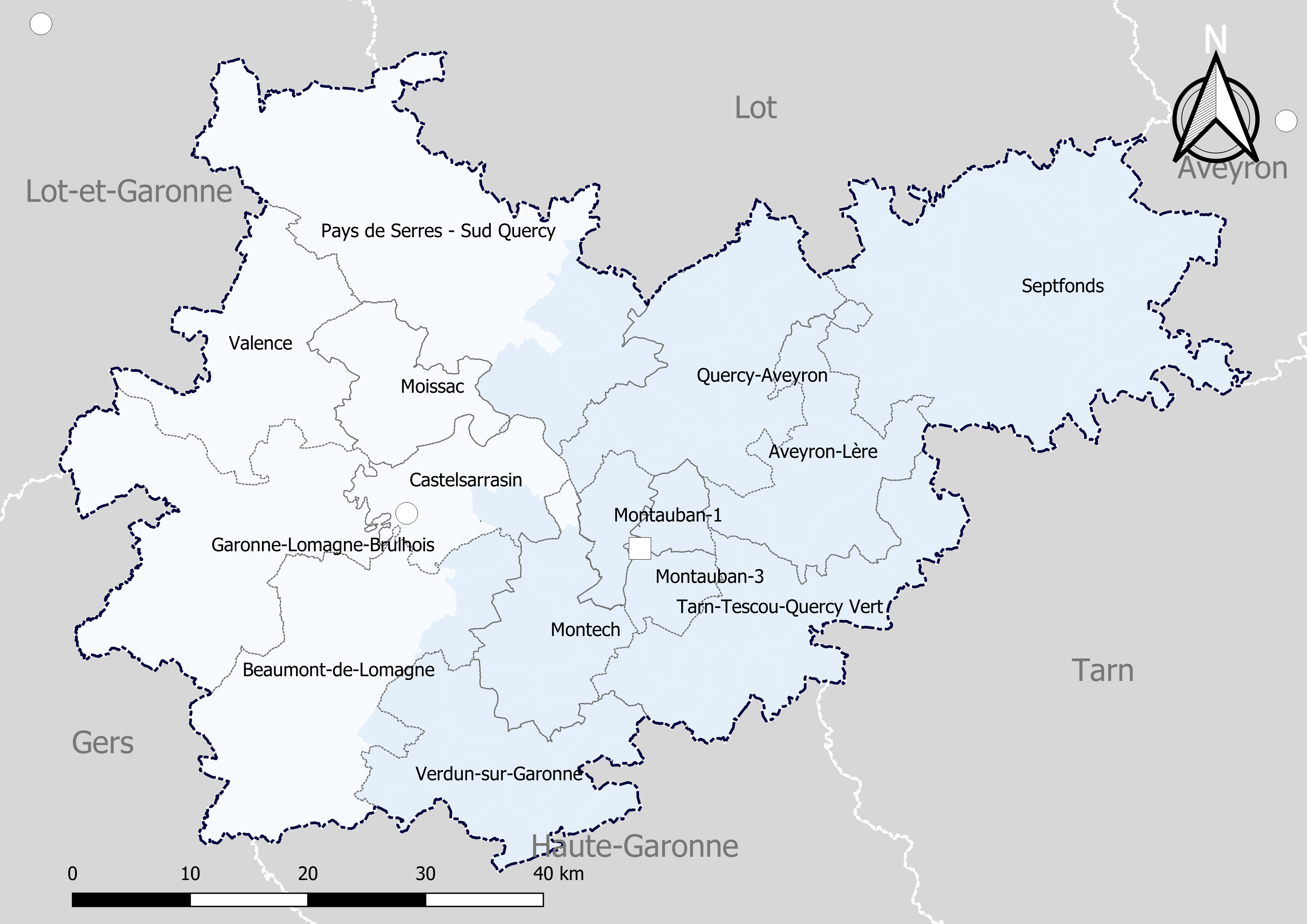
Kantons van Tarn-et-Garonne, met de arrondissementen in blauwtinten- toestand 1 januari 2019

Bij de hervorming van de kantons werd geen rekening gehouden met de bestaande arrondissementsgrenzen, als gevolg hiervan liggen kantons niet langer steeds binnen eenzelfde arrondissement.
| Kanton | Kanton                           | Inwoners 2013* | Aantal gemeenten |
| ------ | -------------------------------- | -------------- | ---------------- |
| 1      | Kanton Aveyron-Lère              | 18.947         | 6                |
| 2      | Kanton Beaumont-de-Lomagne       | 13.204         | 32               |
| 3      | Kanton Castelsarrasin            | 20.775         | 6                |
| 4      | Kanton Garonne-Lomagne-Brulhois  | 13.132         | 29               |
| 5      | Kanton Moissac                   | 13.844         | 3                |
| 6      | Kanton Montauban-1               | 18.921         | 1                |
| 7      | Kanton Montauban-2               | 19.178         | 1                |
| 8      | Kanton Montauban-3               | 19.822         | 1                |
| 9      | Kanton Montech                   | 20.009         | 9                |
| 10     | Kanton Pays de Serres Sud-Quercy | 13.291         | 24               |
| 11     | Kanton Quercy-Aveyron            | 14.578         | 15               |
| 12     | Kanton Quercy-Rouergue           | 13.533         | 25               |
| 13     | Kanton Tarn-Tescou-Quercy vert   | 18.735         | 15               |
| 14     | Kanton Valence                   | 13.296         | 17               |
| 15     | Kanton Verdun-sur-Garonne        | 19.077         | 13               |

Bron: INSEE - *Inwoners 2013 = Population municipale

## Kantons van het departement Tarn-et-Garonne voor de hervorming van 2013
| Arrondissement | Arrondissement | Kanton | Kanton                    |
| -------------- | -------------- | ------ | ------------------------- |
| 1              | Castelsarrasin | 1      | Auvillar                  |
| 1              | Castelsarrasin | 2      | Beaumont-de-Lomagne       |
| 1              | Castelsarrasin | 3      | Bourg-de-Visa             |
| 1              | Castelsarrasin | 4      | Castelsarrasin-1          |
| 2              | Montauban      | 5      | Caussade                  |
| 2              | Montauban      | 6      | Caylus                    |
| 2              | Montauban      | 7      | Grisolles                 |
| 2              | Montauban      | 8      | Lafrançaise               |
| 1              | Castelsarrasin | 9      | Lauzerte                  |
| 1              | Castelsarrasin | 10     | Lavit                     |
| 1              | Castelsarrasin | 11     | Moissac-1                 |
| 2              | Montauban      | 12     | Molières                  |
| 2              | Montauban      | 13     | Monclar-de-Quercy         |
| 1              | Castelsarrasin | 14     | Montaigu-de-Quercy        |
| 2              | Montauban      | 15     | Montauban-1               |
| 2              | Montauban      | 16     | Montauban-2               |
| 2              | Montauban      | 17     | Montech                   |
| 2              | Montauban      | 18     | Montpezat-de-Quercy       |
| 2              | Montauban      | 19     | Nègrepelisse              |
| 2              | Montauban      | 20     | Saint-Antonin-Noble-Val   |
| 1              | Castelsarrasin | 21     | Saint-Nicolas-de-la-Grave |
| 1              | Castelsarrasin | 22     | Valence                   |
| 2              | Montauban      | 23     | Verdun-sur-Garonne        |
| 2              | Montauban      | 24     | Villebrumier              |
| 1              | Castelsarrasin | 25     | Castelsarrasin-2          |
| 1              | Castelsarrasin | 26     | Moissac-2                 |
| 2              | Montauban      | 27     | Montauban-3               |
| 2              | Montauban      | 28     | Montauban-4               |
| 2              | Montauban      | 29     | Montauban-5               |
| 2              | Montauban      | 30     | Montauban-6               |